# Austin Powers
Austin Powers är en fiktiv superspion skapad och spelad av Mike Myers. 
Serien Austin Powers-filmer är en tydlig parodi på James Bond-filmerna, med Austin Powers själv som översexuell agent, glasögonprydd och med dåliga tänder, Dr. Evil som en klantig kopia av Ernst Stavro Blofeld såsom han porträtteras av Donald Pleasence i filmen Man lever bara två gånger, och Bond-brudarnas fräcka namn speglas rakt av i figurer som Alotta Fagina, m.fl. 
Hittills har det kommit tre filmer om Austin Powers:
- Austin Powers: Hemlig internationell agent
- Austin Powers: The Spy Who Shagged Me
- Austin Powers in Goldmember